# Різанина в Скопові
Різанина у Скопові — події, що відбулися на весні 1945 року, в селі Скопів, де українське населення зазнало нападу утвореного на основі батальйонів хлопських підрозділу польських партизан (пол. Ludowa Straż Bezpieczeństwa, LSB), під керівництвом Романа Кіселя (пол. Romana Kisiela, Sępa).

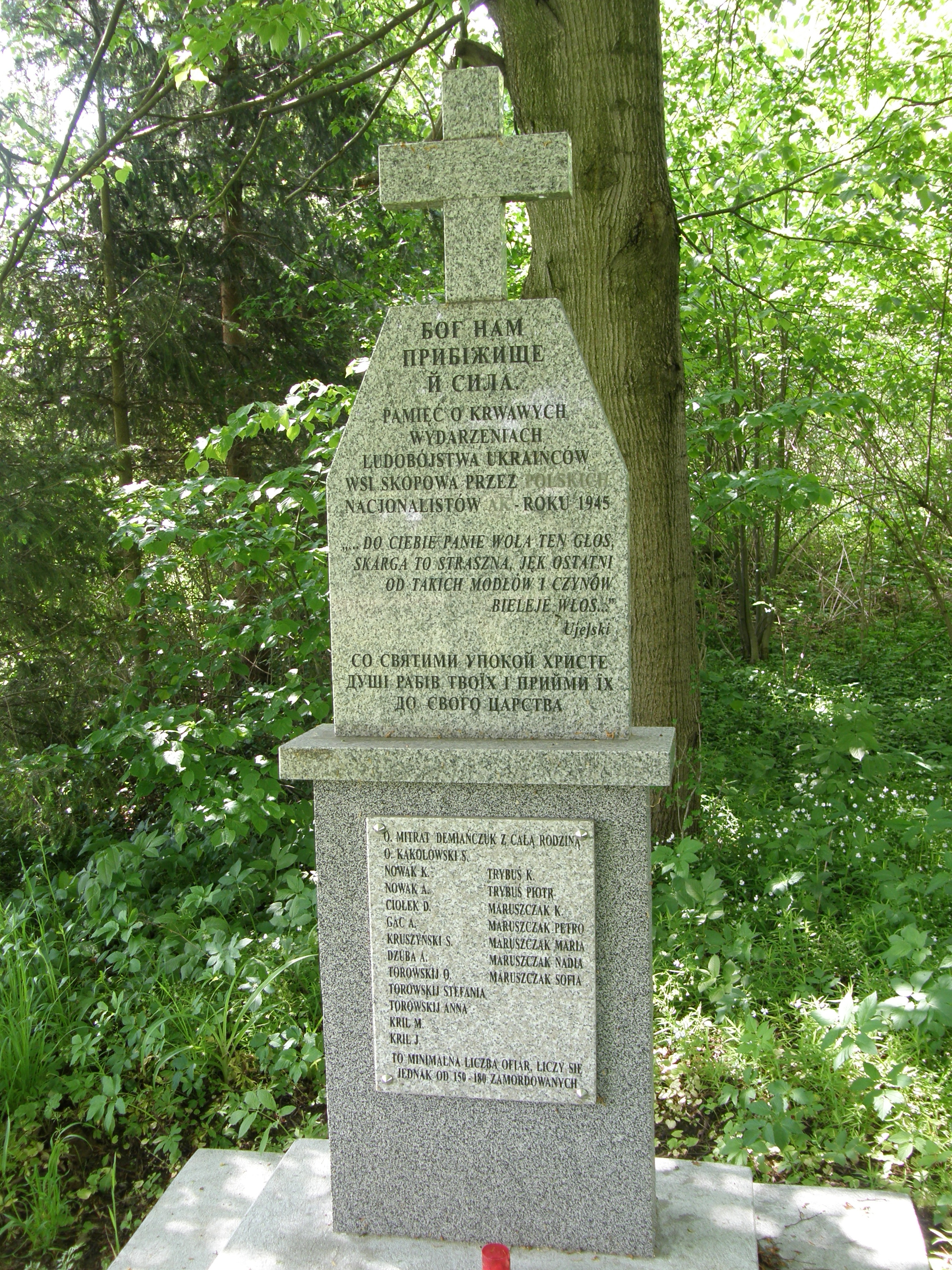
Могила українцям вбитих у Скопові

## Географічні відомості
Ско́пів (пол. Skopów) — село в гміні Кривча Перемишльського повіту в Підкарпатському воєводстві Польщі. Село розташоване на відстані 6 кілометри на північний захід від центру гміни села Кривча, 20 кілометрів на захід від центру повіту міста Перемишль та 42 кілометри на південний схід від центру воєводства міста Ряшів.

## Історичні дані
У XI-XIII століттях на цих землях існувало Перемишльське руське князівство зі столицею в Перемишлі, яке входило до складу Галицького князівства, а пізніше Галицько-Волинського князівства.
Після захоплення цих земель Польщею територія в 1340–1772 роках входила до складу Сяноцької землі Руського воєводства Королівства Польського.
У 1772 році внаслідок першого поділу Польщі територія відійшла до імперії Габсбургів.
Після розпаду Австро-Угорщини і утворення Другої Речі Посполитої це переважно українське село Надсяння, як й інші етнічні українські території (Лемківщина, Підляшшя, Сокальщина, Равщина і Холмщина), опинилося по польському боці розмежування лінії Керзона, у так званому Закерзонні, що було закріплено в Ризькому мирному договорі 1921 року.
До кінця Другої світової війни в селі проживало багато українців.

## Передумови
Розпочалося виселення українців з рідної землі. Проводячи депортацію, уряд Польщі, як і уряд СРСР, керувалися Угодою між цими державами, підписаною в Любліні 9 вересня 1944 року, але, незважаючи на текст угоди, в якому наголошувалось, що «Евакуації підлягають лише ті з перелічених (…) осіб, які виявили своє бажання евакуюватися і щодо прийняття яких є згода Уряду Української РСР і Польського Комітету Національного Визволення. Евакуація є добровільною і тому примус не може бути застосований ні прямо, ні посередньо. Бажання евакуйованих може бути висловлено як усно, так і подано на письмі.», виселення було примусовим і з застосуванням військових підрозділів.

## Обставини трагедії
Трагедія у Скопові сталася в березні (зазвичай дається дата 6 березня) 1945 року. На село скоїв напад загін «Народної варти» (пол. Ludowa Straż biezpieczeństwa) під керівництвом Романа Кіселя, на прізвисько «Семп». В ході нападу було вбито кілька десятків селян (цифри сильно різняться — від 67 до 150 і більше), у тому числі греко-католицький священик Іоанн Демьянчик (якого замордовано 15 квітня 1945). Його син Юрій Демьянчик описав цей злочин у роботі «Криваве злодіяння польської банди».
Решта українські жителі Скопова були виселені в СРСР. Після війни в Скопове був поставлений пам'ятний знак на згадку різанини.